# Katy O’Brian

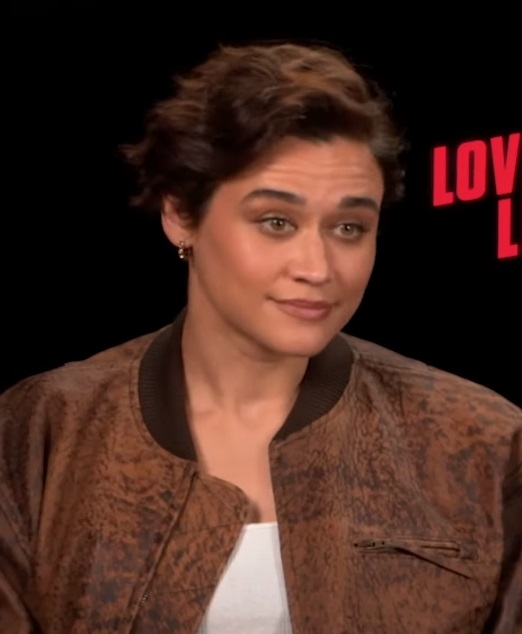
Katy O’Brian, 2024

Katy M. O’Brian (* 12. Februar 1989 in Indianapolis, Indiana) ist eine US-amerikanische Schauspielerin und Kampfsportlerin.

## Frühe Jahre und Ausbildung
Katy O’Brian stammt aus Indianapolis, wo sie mit drei älteren Brüdern aufwuchs. Im Alter von fünf Jahren erlernte sie Karate und konnte in Wettkämpfen früh erste Trophäen gewinnen. Mit neun Jahren absolvierte sie die Prüfung zum braunen Gürtel. Nach ihrem Schulabschluss studierte sie an der Indiana University Bloomington. Dort erlangte sie eine Zertifizierung im Gesetzesvollzugsdienst und erreichte zudem den Schwarzen Gürtel in der Kampfsportart Hapkido. Nach ihrem  Abschluss wurde sie beim Carmel Police Department angestellt. Der Beruf der Polizistin erfüllte sie jedoch nicht, weswegen sie weiteren Schauspielunterricht nahm. Sie betrieb weiterhin Kampfsport, erwarb eine Trainerlizenz und begann mit Bodybuilding.
Nach sieben Jahren gab sie ihren Job bei der Polizei auf und zog nach Los Angeles. Ihr Schauspiellehrer aus Indiana vermittelte sie an einen Agenten. Sie fand unter anderem beim Kampfsportprogramm der University of California, Los Angeles eine Anstellung. Während dieser Zeit begann sie auch mit dem Training der Sportarten Muay Thai und Brazilian Jiu-Jitsu.

## Schauspielkarriere
O’Brian war das erste Mal 2012 in einer kleinen Rolle im Film Student Seven zu sehen. Danach folgten Engagements für einige Kurzfilme. In den US-Fernsehserien Tosh.0, Halt and Catch Fire und How to Get Away with Murder spielte sie kurz darauf in ersten Gastrollen. 2017 und 2018 trat sie als Katy in einer kleinen Rolle in The Walking Dead auf. 2018 gehörte sie als Georgia „George“ St. Clair zur Hauptbesetzung der fünften Staffel der Serie Z Nation. Ein Jahr später wurde sie als Major Sara Grey für die Serie Black Lightning engagiert, in der sie bis 2020 zu sehen war. Es folgten Gastrollen in Westworld, Marvel’s Agents of S.H.I.E.L.D., The Mandalorian, Magnum P.I. und The Rookie. 2023 war sie als Rebellenführerin Jentorra in einer Nebenrolle in der Marvel-Verfilmung Ant-Man and the Wasp: Quantumania zu sehen. Ein Jahr später erhielt sie die weibliche Hauptrolle neben Kristen Stewart in dem Thriller Love Lies Bleeding (2024).

## Persönliches
Katy O’Brian ist mit der Regieassistentin Kylie Chi verheiratet. Sie leben gemeinsam in Los Angeles.

## Filmografie (Auswahl)
- 2012: Student Seven
- 2015: Finders Keepers (Kurzfilm)
- 2015: Remedy of a Killer (Kurzfilm)
- 2016: Richard Watson Files (Kurzfilm)
- 2016: Gnawbone
- 2017: Tosh.0 (Fernsehserie, Episode 9x19)
- 2017: Halt and Catch Fire (Fernsehserie, Episode 4x09)
- 2017–2018: The Walking Dead (Fernsehserie, 2 Episoden)
- 2018: How to Get Away with Murder (Fernsehserie, Episode 4x12)
- 2018: Z Nation (Fernsehserie, 13 Episoden)
- 2019: Fantasy
- 2019–2020: Black Lightning (Fernsehserie, 11 Episoden)
- 2020: Westworld (Fernsehserie, Episode 3x03)
- 2020: Marvel’s Agents of S.H.I.E.L.D. (Fernsehserie, 3 Episoden)
- 2020: Sidewinder (Kurzfilm)
- 2020–2023: The Mandalorian (Fernsehserie, 5 Episoden)
- 2021: Magnum P.I. (Fernsehserie, Episode 3x04)
- 2021: The Rookie (Fernsehserie, Episode 3x11)
- 2021: Sweet Girl
- 2023: Ant-Man and the Wasp: Quantumania
- 2024: Love Lies Bleeding
- 2024: Twisters
- 2025: Mission: Impossible – The Final Reckoning